# 竹口龍茶
竹口 龍茶（たけぐち ろんちゃ、1977年6月1日 - ）は日本の俳優。身長159cm。福岡県出身。舞プロモーション所属、劇団はえぎわ所属。舞台を中心に活動している。

## 人物
- 上京後の2000年にノゾエ征爾と出会い、劇団はえぎわへ参加。以降から現在まで、はえぎわのすべての作品に出演している[1]。
- 趣味と特技はバイク、トランペット、ギター、水泳、バレーボール、長距離走、など運動全般[2]。書道四段。

## 主な出演作品

### 舞台
- 『恋愛の達人の恋』（ラフカット2000）福島三郎：作
- 『グレートUSA』（アーノルドシュワルツネッガー）2003
- 『欲望という名の電車』（ラドママプロデュース）2006
- 『さかさまの靴』（ナインステイツ）2006
- 『休日野郎』（コーヒーカップオーケストラ）2007
- 『飛び降りたらトランポリン』（キティフィルムプロデュース）2008 なるせゆうせい：作・演出
- 『SeaMan～Who's That Boy』（スプーキーズ）2009
- アジア舞台芸術祭2011 ハノイ&東京 国際共同制作
- 「川端康成三部作『少年』」（台湾・日本 国際共同企画）2012
- 『ふくすけ』（シアターコクーン＋大人計画）2012 松尾スズキ：作・演出
- 『ライクドロシー』（M&Oplaysプロデュース）2013 倉持裕：作・演出
- 『サニーサイドアップ』（M&Oplaysプロデュース）2014 ノゾエ征嗣：作・演出
- 『十二夜』（日本の30代）2014 鵜山仁：演出
- 芸劇eyesはえぎわ新作本公演『ハエのように舞い　牛は笑う』[はえぎわ公演]2014
- 『ブエノスアイレス午前零時』（パルコプロデュース）2014 行定勲：演出
- はえぎわ広島産新作本公演『飛ぶひと』[はえぎわ公演]2015
- 『ジャガーの眼2008』（日本の30代）2015 木野花：演出
- 『ゴードンとドーソン~妻と夫と虎の夢~』[はえぎわ公演]2015
- 『其処馬鹿と泣く』[はえぎわ公演]2016
- 劇団青年座スタジオ公演No.120『人類最初のキス』（劇団青年座）2016
- 1万人のゴールドシアター2016『金色交響曲～わたしのゆめ、きみのゆめ～』[ノゾエ征爾演出]2016
- 世界ゴールド祭2018GAC第1回公演『病は気から』[ノゾエ征爾演出]2018
- 中野坂上デーモンズの憂鬱『消える』[松森モヘー演出]2018
- 『桜のその薗』[はえぎわ公演]2019
- 中野坂上デーモンズの憂鬱特殊公演『ぼくらは生まれ変わった木の葉のように』[松森モヘー演出]2019
- 『忘れてもらえないの歌』福原充則演出（2019年）
- PARCO劇場オープニング・シリーズ 第1弾「ピサロ」ウィル・タケット演出（2020年）
- PARCO劇場『ピサロ』[ウィル・タケット演出]2021
- ミュージカル『衛生　リズム＆バキューム』[福原充則演出]2021
- ワタナベエンターテインメントDiverse Theater『物理学者たち』[ノゾエ征爾演出]2021
- 閃光ばなし（2022年）[3][4][5]
- [6]PARCO劇場『幽霊はここにいる』[稲葉賀恵演出]2022
- 『幸子というんだほんとはね』（はえぎわ公演）[ノゾエ征爾演出] 2025[7]
- 『西に黄色のラプソディ』（フライングシアター自由劇場公演）[串田和美演出]2025[8]

### 映画
- 「ユメ十夜　第六夜」 松尾スズキ監督（2007年）
- 「嘘を愛する女」中江和仁監督（2018年）
- 『彼女』[廣木隆一監督]2021

### テレビドラマ
- レッツ・ゴー!永田町（2001年、日本テレビ）
- 母の告白（2002年、フジテレビ）
- アキハバラ@DEEP（2006年、TBS）
- 民王スピンオフ〜恋する総裁選〜（2016年、テレビ朝日）
- 世にも奇妙な物語 '16春の特別編「クイズのおっさん」（2016年、フジテレビ）
- 土曜ドラマ『スニッファー 嗅覚捜査官』（2016年、NHK）
- 道子とキライちゃんの相談室（2017年、フジテレビ）
- プレミアムドラマ『定年女子』（2017年、BSプレミアム）
- 逆転人生（2017年、NHK）
- 年末・幕末維新スペシャル 決戦！鳥羽伏見の戦い 日本の未来を決めた80時間（2017年、NHK BSプレミアム）
- 絶対零度〜未然犯罪潜入捜査〜（Season3）（2018年、フジテレビ）
- 岸辺露伴は動かない 第2話（2020年12月29日、NHK総合） - 守衛 役
- 6秒間の軌跡〜花火師・望月星太郎の2番目の憂鬱 第1話（2024年4月13日、テレビ朝日） - 小笠原 役[9]
- 民王R 第4話（2024年11月12日、テレビ朝日） - 梅村恵介 役
- あなたを奪ったその日から 第1話・第2話（2025年4月21日・28日、関西テレビ・フジテレビ） - 東都新聞記者・西村 役[10]

### CM
- エーザイ「ナボリンS　神経問題篇」・・・神経くん役[11]